# Les Indes galantes

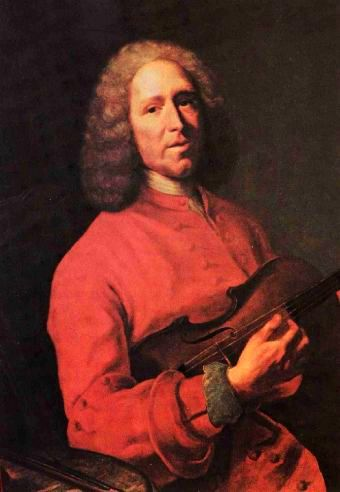
Jean-Philippe Rameau

Les Indes galantes (De hoffelijke Indiërs) is de eerste van een serie balletopera's uit 1735 van de Franse componist Jean-Philippe Rameau naar een libretto van Louis Fuzelier.

## Achtergrond
Rond 1730 was het mode om opera's in de vorm van balletopera's te baseren op mythologische thema's. In Les Indes galantes wordt door Rameau teruggegrepen op die vorm, maar hij geeft de personages wat meer bij-de-tijdse, modernere karakters mee, net zoals Campra deed in diens werk L’Europe galante uit 1697. In de proloog van Rameaus balletopera worden de allegorische karakters en het klassieke thema van de opera gepresenteerd: aspecten van de liefde in exotische oorden. Het woord 'Indes' in de titel van het werk verwijst naar 'Indiërs', dat toentertijd synoniem was voor bewoners van elk denkbaar niet-Europees of exotisch land.

## Opbouw
Het stuk bestaat uit een proloog en vier "entrées" (aktes). Bij de eerste opvoering in Parijs op 23 augustus 1735 bestond het stuk nog uit de proloog en 2 aktes (Le Turc généreux en Les Incas du Pérou) . De derde akte (Les Fleurs) werd in 1736 toegevoegd. De vierde akte (Les Sauvages) werd op een veel later maar onbekend tijdstip toegevoegd.

### Proloog
Personages: Hébé (sopraan), Bellone (bariton), l'Amour (sopraan)
Hébé spoort jongeren uit Frankrijk, Spanje, Italië en Polen aan om van de liefde te genieten. Bellone probeert ze echter naar de oorlog te voeren (geïnspireerd door de Poolse Successieoorlog). Hébé besluit daarop, na een beroep op Amour, naar betere oorden (de volgende aktes) te trekken om daar naar meer plezierige mensen op zoek te gaan.

### 1e akte:Le Turc généreux(De genereuze Turk)
Personages: Émilie (sopraan), Valère (tenor), Osman (bariton)
Émilie, een slavin van de Pasja Osman, wordt door Osman in een genereus gebaar in vrijheid gesteld zodat zij zich weer kan verenigen met haar voormalige geliefde Valère.

### 2e akte:Les Incas du Pérou(De Inca's uit Peru)
Personages: Phani (sopraan), Don Carlos (tenor), Huascar (bariton)
De Inca Huascar en de Spanjaard Don Carlos dingen beiden naar de hand van Phani, een Incaprinses. Uiteindelijk weet de Spanjaard, ondanks een vulkaanuitbarsting tijdens het feest van de Zon, Phani voor zich te winnen.

### 3e akte:Les Fleurs(De bloemen)
Personages: Fatime (sopraan), Zaïre (sopraan), Tacmas (tenor), Ali (bariton)
Een Perzische liefdesintrige: prins Tacmas is heimelijk verliefd op Zaïre, de slavin van Ali. Aan de andere kant is Fatime, een slavin van Tacmacs, verliefd op Ali.

### 4e akte:Les Sauvages(De (Amerikaanse) wildernis)
Personages: Zima (sopraan), Adario (tenor), Damon (tenor), Don Alvar (bariton)
Een Spanjaard, Don Alvar en een Fransman, Damon, dingen beiden naar de gunst van Zima, de dochter van een indiaans opperhoofd. Maar uiteindelijk kiest Zima voor Adario, iemand van haar eigen volk.

## Muzikaal
Rameaus behandeling van het libretto van Fuzelier verhief de lichtere genre ballet-opera tot een nieuwe hoogte. In de akte Les Incas hoort men een intensiteit die niet onderdoet voor die van de grote klassieke tragedie-opera's: vanaf de start tot het einde van de entree klinkt een bijna ononderbroken stroom muziek van 350 maten, waarin de zangstemmen en het orkest met elkaar in interactie zijn, in een buitengewoon heftige zetting. De tweede akte wordt gedomineerd door Huascar, wiens fanatieke maar geheel geloofwaardige karakter door Rameau muzikaal wordt verbeeld met een scherpheid en zekerheid die zelden wordt aangetroffen in vergelijkbare balletopera's. Op andere plaatsen zijn het de gratie en variëteit van de dansen die opvallen. Les sauvages, dat erg populair werd, bevat een bewerking van Rameaus gelijknamige klavecimbelwerk Les sauvages, en is geïnspireerd op het dansen van twee Amerikaanse Indianen in Parijs in 1725. De eerste complete heropvoering van Les Indes galantes in de Parijse Opéra op 18 juni 1952 was opmerkelijk vanwege de overdadige theatrale zetting op het toneel, met een buitenproportioneel groot orkest.